# Louis De Geer (Politiker, 1854)

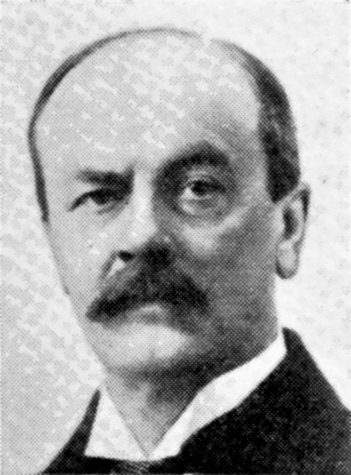
Louis De Geer

Freiherr Gerhard Louis De Geer von Finspång (* 27. November 1854 in Kristianstad; † 25. Februar 1935 in Kviinge, Gemeinde Östra Göinge) war ein schwedischer Politiker, der für 121 Tage Ministerpräsident von Schweden war.

## Leben
De Geer war der Sohn des schwedischen Ministerpräsidenten Louis Gerhard De Geer und Caroline Wachtmeister. Nach einem Jurastudium an der Universität Uppsala ging er in die Politik. Von 1901 bis 1914 war er Mitglied der Ersten Kammer des schwedischen Reichstags, von 1905 bis 1923 Regierungspräsident (Landshövding) von Kristianstads län. 1912 trat er in die Liberala samlingspartiet ein. Nur zwei Jahre später trat er wieder aus und war parteilos. In den folgenden Jahren saß er einem Komitee vor, das sich 1919 für einen 8-Stunden-Arbeitstag einsetzte. In der Folge vertrat er verstärkt sozialdemokratische Ansichten.
Als König Gustav V. 1920 eine Übergangsregierung vorschlug, übernahm De Geer die Position des Ministerpräsidenten für die Zeit bis zur Parlamentswahl im Oktober 1921. De Geer wurde weder vom linken noch vom rechten Flügel unterstützt. Nach einem Misstrauensantrag trat De Geer am 23. Februar 1921 zurück.
| Personendaten    | Personendaten                                                               |
| ---------------- | --------------------------------------------------------------------------- |
| NAME             | De Geer, Louis                                                              |
| ALTERNATIVNAMEN  | De Geer von Finspång, Gerhard Louis (vollständiger Name)                    |
| KURZBESCHREIBUNG | schwedischer Politiker, der für 121 Tage Ministerpräsident von Schweden war |
| GEBURTSDATUM     | 27. November 1854                                                           |
| GEBURTSORT       | Kristianstad                                                                |
| STERBEDATUM      | 25. Februar 1935                                                            |
| STERBEORT        | Kviinge, Gemeinde Östra Göinge                                              |